# Kousansaari
Kousansaari är en ö i Finland. Den ligger i sjön Kousanjärvi och Keskinen och i kommunen Mäntyharju i den ekonomiska regionen  S:t Michel och landskapet Södra Savolax, i den södra delen av landet, 150 km nordost om huvudstaden Helsingfors. Öns area är 2,6 hektar och dess största längd är 390 meter i nord-sydlig riktning.